# Orand
Orand è un comune dell'Azerbaigian situato nel distretto di Lerik. Conta una popolazione di 1 378 abitanti.